# Zum Anfassen
Die Wendung zum Anfassen wurde 1979 von der Gesellschaft für deutsche Sprache bei der Wahl zum Wort des Jahres auf den sechsten Platz gewählt. Die Wendung wurde zum damaligen Zeitpunkt als treffend empfunden, da ausschließlich Waren, welche zum Verkauf angeboten wurden, bis dahin hinter verschlossenen Schaukästen lagerten oder bestenfalls bestellbar waren.
Als die Einzelhändler erkannt hatten, dass die Kunden die Ware die ihnen angeboten wurde, zunächst berühren wollten, suchte man nach einem für diesen Vorgang eingängigen Ausdruck. Zum Anfassen erschien zum damaligen Zeitpunkt als geeignet und wurde gewählt.